# Wereldkampioenschappen synchroonzwemmen 2025
De wereldkampioenschappen synchroonzwemmen 2025 werden van 18 tot en met 25 juli 2025 gehouden in de World Aquatics Championships Arena in Singapore. Het toernooi was onderdeel van de wereldkampioenschappen zwemsporten 2025.

## Programma
| ● | Voorronde | Goud | Finale |

| Onderdeel            | Juli          | Juli          | Juli          | Juli          | Juli          | Juli          | Juli          | Juli          | Juli          |
| Onderdeel            | 18            | 19            | 20            | 21            | 22            | 23            | 24            | 25            |               |
| Solo (mannen)        | Solo (mannen) | Solo (mannen) | Solo (mannen) | Solo (mannen) | Solo (mannen) | Solo (mannen) | Solo (mannen) | Solo (mannen) | Solo (mannen) |
| -------------------- | ------------- | ------------- | ------------- | ------------- | ------------- | ------------- | ------------- | ------------- | ------------- |
| Technische routine   |               | Goud          |               |               |               |               |               |               |               |
| Vrije routine        |               |               |               | Goud          |               |               |               |               |               |
| Solo (vrouwen)       |               |               |               |               |               |               |               |               |               |
| Technische routine   | ●             | Goud          |               |               |               |               |               |               |               |
| Vrije routine        |               |               | ●             |               | Goud          |               |               |               |               |
| Duet                 |               |               |               |               |               |               |               |               |               |
| Technische routine   | ●             |               |               | Goud          |               |               |               |               |               |
| Vrije routine        |               |               |               |               |               | ●             | Goud          |               |               |
| Gemengd duet         |               |               |               |               |               |               |               |               |               |
| Technische routine   |               |               |               |               |               | Goud          |               |               |               |
| Vrije routine        |               |               |               |               |               |               |               | Goud          |               |
| Team                 |               |               |               |               |               |               |               |               |               |
| Acrobatische routine |               |               |               |               |               |               | ●             | Goud          |               |
| Technische routine   |               |               |               | ●             | Goud          |               |               |               |               |
| Vrije routine        |               | ●             | Goud          |               |               |               |               |               |               |
| Totaal               |               | 2             | 1             | 2             | 2             | 1             | 1             | 2             |               |

## Medailles
| Onderdeel               | Goud                                                                                          | Goud     | Zilver | Zilver   | Brons | Brons    |
| Mannen                  | Mannen                                                                                        | Mannen   | Mannen | Mannen   | Mannen | Mannen   |
| ----------------------- | --------------------------------------------------------------------------------------------- | -------- | --- | -------- | --- | -------- |
| Solo technische routine | Aleksandr Maltsev Neutrale vlag                                                               | 251,7133 | Dennis González Spanje | 241,1667 | Diego Villalobos Mexico | 238,1600 |
| Solo vrije routine      | Aleksandr Maltsev Neutrale vlag                                                               | 229,5613 | Guo Muye China | 220,1926 | Filippo Pelati Italië | 213,9850 |
| Vrouwen                 |                                                                                               |          | |          | |          |
| Solo technische routine | Xu Huiyan China                                                                               | 272,9917 | Vasilina Khandoshka Neutrale vlag | 260,5416 | Iris Tió Spanje | 260,2917 |
| Solo vrije routine      | Iris Tió Spanje                                                                               | 245,1913 | Xu Huiyan China | 241,0025 | Vasilina Khandoshka Neutrale vlag | 239,5437 |
| Duet technische routine | Anna-Maria Alexandri Eirini-Marina Alexandri Oostenrijk                                       | 307,1451 | Lin Yanhan Lin Yanjun China | 301,4057 | Mayya Doroshko Tatiana Gayday Neutrale vlag                                                                                            | 300,2183 |
| Duet vrije routine      | Lilou Lluís Iris Tió Spanje                                                                   | 282,6087 | Enrica Piccoli Lucrezia Ruggiero Italië | 278,7137 | Mayya Doroshko Tatiana Gayday Neutrale vlag                                                                                            | 277,1117 |
| Gemengd duet            |                                                                                               |          | |          | |          |
| Technische routine      | Aleksandr Maltsev Mayya Gurbanberdieva Neutrale vlag                                          | 233,2100 | Dennis González Mireia Hernández Spanje | 230,4634 | Filippo Pelati Lucrezia Ruggiero Italië                                                                                                | 228,0275 |
| Vrije routine           | Dennis González Iris Tió Spanje                                                               | 323,8563 | Aleksandr Maltsev Olesia Platonova Neutrale vlag | 323,4438 | Ranjuo Tomblin Isabelle Thorpe Verenigd Koninkrijk                                                                                     | 322,0583 |
| Team                    |                                                                                               |          | |          | |          |
| Acrobatische routine    | China Chang Hao Cheng Wentao Feng Yu Lin Yanhan Lin Yanjun Xiang Binxuan Xu Huiyan Zhang Yayi | 229,0186 | Neutrale vlag Anna Andrianova Anastasiia Bakhtyreva Daria Geloshvili Ekaterina Kossova Elizaveta Minaeva Evelina Simonova Elizaveta Smirnova Agniia Tulupova | 224,7291 | Spanje Cristina Arambula Meritxell Ferré Marina García Polo Dennis González Boneu Lilou Lluís Meritxell Mas Paula Ramírez Sara Saldaña | 221,0962 |
| Technische routine      | China Chang Hao Cheng Wentao Dai Shiyi Feng Yu Li Xiuchen Lin Yanjun Xiang Binxuan Xu Huiyan  | 307,8001 | Neutrale vlag Anna Andrianova Anastasiia Bakhtyreva Daria Geloshvili Ekaterina Kossova Elizaveta Minaeva Evelina Simonova Elizaveta Smirnova Agniia Tulupova | 300,6183 | Spanje Cristina Arambula Meritxell Ferré Marina García Lilou Lluís Alisa Ozhogina Paula Ramírez Sara Saldaña Iris Tió Mireia Hernández | 294,8575 |
| Vrije routine           | China Chang Hao Cheng Wentao Dai Shiyi Feng Yu Li Xiuchen Lin Yanhan Xiang Binxuan Xu Huiyan  | 348,4779 | Japan Kaho Aitaka Moka Fujii Moe Higa Yuka Kawase Uta Kobayashi Tomoka Sato Nao Shirahase Sakurako Uchida                                                    | 334,7232 | Spanje Cristina Arambula Meritxell Ferré Marina García Polo Dennis González Boneu Alisa Ozhogina Paula Ramírez Sara Saldaña Iris Tió   | 321,1328 |

### Medaillespiegel
| Plaats | Land                | Goud | Zilver | Brons | Totaal |
| 1      | China               | 4    | 3      | 0     | 7      |
| 2      | Spanje              | 3    | 2      | 4     | 9      |
| 3      | Oostenrijk          | 1    | 0      | 0     | 1      |
| 4      | Italië              | 0    | 1      | 2     | 3      |
| 5      | Japan               | 0    | 1      | 0     | 1      |
| 6      | Mexico              | 0    | 0      | 1     | 1      |
| 6      | Verenigd Koninkrijk | 0    | 0      | 1     | 1      |
| –      | Neutrale vlag       | 3    | 4      | 3     | 10     |
| Totaal | Totaal              | 11   | 11     | 11    | 33     |